# Araneus ocellatulus
Araneus ocellatulus är en spindelart som först beskrevs av Roewer 1942.  Araneus ocellatulus ingår i släktet Araneus och familjen hjulspindlar.
Artens utbredningsområde är Guatemala. Inga underarter finns listade i Catalogue of Life.